# 唐維
唐維（1410年—？），字叔方，直隸蘇州府吳縣人，民籍。明朝政治人物。進士出身。

## 生平
正統九年（1444年）甲子科應天府鄉試八十二名。正統十年（1445年）乙丑科會試第一百二十六名，殿試登進士第三甲第三十四名。

## 家族
曾祖唐仲玉。祖父唐公禮。父亲唐嗣宗。